# 普洛霍罗夫卡区
普洛霍罗夫卡区（俄语：Прохоровский район）是俄罗斯联邦别尔哥罗德州下辖的一个区，其行政中心为普洛霍罗夫卡。据2016年统计，该区的人口为27314人。